# ジェームズ・トリアントス
ジェームズ・トリアントス（James Triantos, 2003年1月29日 - ）は、アメリカ合衆国バージニア州フェアファックス出身のプロ野球選手（二塁手）。右投右打。MLBのシカゴ・カブス傘下所属。

## 経歴
高校時代に学年変更し、卒業を1年早めた。
2021年のMLBドラフト2巡目（全体56位）でシカゴ・カブスから指名され、予定していたノースカロライナ大学チャペルヒル校への進学を取り止めプロ入り。契約金は210万ドル。傘下のルーキー級アリゾナ・コンプレックスリーグ・カブスでプロデビューし、25試合に出場して打率.327、6本塁打、19打点の成績を記録した。